# Casa de la Caridad
La Asociación Valenciana de Caridad es una organización de asistencia social fundada en 1906 en la ciudad de Valencia por el entonces alcalde José Sanchis Bergón. Su sede, popularmente conocida como Casa Caridad, fue inaugurada en 1909 por Alfonso XIII de España. Es una organización no gubernamental, si bien se encuentra bajo el patrocinio del Ayuntamiento de Valencia, y el alcalde de la ciudad ostenta el título de Presidente de Honor. Pese a ello la entidad es totalmente independiente, sin tener ninguna dependencia orgánica con la corporación.
El objetivo de Casa Caridad ha evolucionado y se ha adaptado a los tiempos, si bien podríamos considerar que sigue siendo el mismo de su fundación, "evitar la mendicidad en las calles de Valencia". A pesar de que su servicio más conocido es el comedor social, Casa Caridad dispone de un albergue con 70 plazas para personas sin techo, dos escuelas infantiles totalmente gratuitas, un centro de día para transeúntes crónicos, programas de higiene, servicio de búsqueda de vivienda, peluquería y podólogos, ayuda en la búsqueda de empleo y actividades de ocio y tiempo libre, entre otros servicios.
Hoy por hoy su trabajo va más allá que el dar únicamente comida. Desde 2000, año en que se profesionalizó su gestión, el Trabajo Social es su principal instrumento y servicio de integración. Un equipo de psicólogos, trabajadores sociales y educadores trabajan a diario con los usuarios buscando soluciones a largo plazo para lograr su integración social.
En más de 100 años de vida y servicio de forma interrumpida, las puertas de la Asociación Valenciana de Caridad no han cerrado ni un solo día, gracias al apoyo del pueblo valenciano. Las aportaciones económicas y en especie de miles de valencianos, empresas e instituciones han permitido repartir más de cuarenta millones de raciones de alimento y albergar a cientos de miles de personas sin hogar.
Casa Caridad está orientada a la ayuda de los necesitados, intentando detectar los nuevos problemas que van surgiendo, a través de sus trabajadores sociales, psicólogos y educadores sociales dando respuesta a las demandas de las personas necesitadas y adelantándose a ellas.
La Asociación se financia mediante aportaciones de distintas entidades, pero especialmente con la colaboración altruista de sus miles de socios y el mecenazgo de centenares de empresarios valencianos. De hecho, el 70% de sus ingresos provienen de aportaciones privadas mientras que el otro 30% se obtiene de las subvenciones y ayudas de instituciones públicas. 

## Áreas de actuación

### Trabajo social
- ALBERGUE. Con capacidad para 70 personas es el único albergue mixto de la ciudad de Valencia. Dos de sus plazas están reservadas para casos de emergencia. Se realiza un seguimiento individualizado de las personas albergadas para trabajar en su reinserción social.

- COMEDOR. De 12h a 14:30h el comedor social de Casa Caridad reparte alimento a más de 450 personas diarias. Mediante el sistema de self-service, los usuarios disponen de 50 mesas de cuatro personas cada una, para favorecer la comunicación y la cercanía entre los usuarios. Además, la Asociación gestiona otros dos comedores sociales (en Valencia y Paterna) dirigidos a personas normalizadas y familias sin recursos.

- CENTRO DE DÍA. Dirigido principalmente a transeúntes crónicos y a personas que han sufrido experiencias de marginalidad. A través de talleres, el centro de día ofrece actividades formativas, culturales y de ocio, facilitando un espacio de convivencia y participación con el fin de detener los procesos de deterioro personal y exclusión social.

- ESCUELAS INFANTILES. Dos escuelas infantiles, una en Valencia y otra en Torrent, atienden a niños de entre 1 y 3 años provenientes de familias con escasos recursos o en situación de exclusión social. Ambos centros siguen el programa formativo establecido para el primer ciclo de Educación Infantil, y también trabajan con los padres, a través del programa Escuela-Familia, proporcionando una atención social y un seguimiento individualizado a las familias mediante charlas y talleres.

Otros servicios:
- Programa de búsqueda de vivienda. A través de este programa se orienta a las personas en las posibilidades existentes en el mercado inmobiliario, informando acerca de pisos o habitaciones en alquiler, viviendas compartidas, etc. También se les ayuda y acompaña en todos aquellos trámites administrativos necesarios.

- Programa de ocio y tiempo libre. Para contribuir a la recuperación y a la integración social de las personas sin hogar o en situaciones extremas, Casa Caridad lleva a cabo una serie de actividades lúdicas como excursiones, cine, coro o el equipo de fútbol.

- Programa de Higiene y Ropero. Con el objetivo de fomentarla higiene de los usuarios y su cuidado personal, Casa Caridad cuenta con un servicio de duchas abierto a todo aquel que lo necesite, así como un servicio semanal de peluquería, podología y fisioterapia. Además, a través de su ropero entrega a los usuarios ropa nueva sin estrenar, que se complementa con un servicio de lavandería a disposición de quien lo solicite.

- Módulo de convalecientes. Para atender a aquellas personas en estado postoperatorio o convaleciente, Casa Caridad presta atención básicam cuidados y acompañamiento a los usuarios carentes de redes de apoyo social o familiar. El módulo cuenta con la colaboración de un equipo de más de 30 voluntarios que trabajan con el objetivo de lograr la autonomía de estas personas.

## Centenario

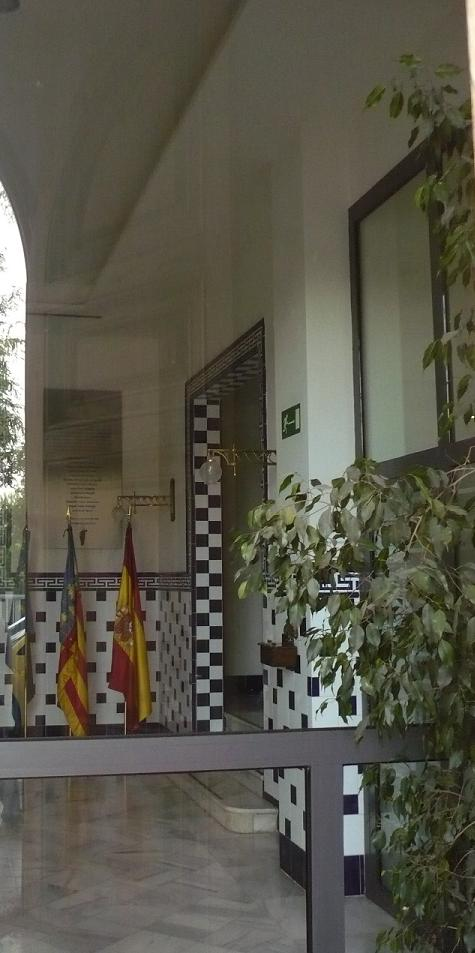
Interior del edificio desde la puerta principal.

Coincidiendo con su centenario, el 5 de junio recibió el premio Valencianos para el Siglo XXI de Las Provincias (Vocento) en reconocimiento a su labor de ayuda a los más necesitados. 
Casa Caridad celebró una gala el 19 de julio como acto principal de las celebraciones, presidido por el presidente del Ejecutivo valenciano Francisco Camps.
La Reina doña Sofía ejerció la presidencia de honor de las actividades con motivo del aniversario de la entidad.

## El edificio
Situado en el paseo de la Pechina número 9, enclavado dentro de la gran manzana del jardín botánico de Valencia (España). Obra de los arquitectos Francisco Almenar Quinzá y José Cort Botí, data del año 1937.
Los edificios que ocupan el perímetro de esta gran manzana en sus lados norte y este, tienen la gran ventaja de recaer al jardín botánico de Valencia por sus fachadas traseras, que de esta forma tienen un gran atractivo, lo que pudo influir en la formalización del edificio que nos ocupa, uno de los ejemplos más innovadores de la arquitectura racionalista valenciana.
El proyecto consistió en el vaciado de un edificio anterior, de corte decimonónico, del que se conservó la fachada y la realización de uno nuevo.
El programa del albergue era de un gran dormitorio común para personas sin techo y los servicios correspondientes a tal actividad asistencial. El proyecto desarrollaba los servicios en la parte más próxima a la fachada principal recayente a la margen derecha del río Turia. Esta parte del edificio se comunica con escalera de gran dimensión, de tres tramadas por planta y patio de ventilación. La disposición de la escalera y el patio es lateral a la entrada situada junto a una de las medianeras. El dormitorio común en la parte interior, situado sobre el comedor de planta baja, es la parte más singular del proyecto. Se trata de dos espacios de doble altura, superpuestos, comunicados por un ascensor en posición sobresalida de la fachada.
La solución es muy flexible, la fenestración horizontal, rotunda, que aporta claridad al interior, permitiendo así mismo un control total a unos espacios interiores que respiran higiene y modernidad. Aquí no hay concesiones que no sean a una estricta funcionalidad y racionalidad en el uso del espacio.
La estructura es de hormigón y los interiores y exteriores, revestidos de estuco blanco, nos hacen recordar las obras más emblemáticas del Movimiento Moderno, en especial las que tienen como uso principal el sanitario o asistencial. De ahí la importancia de esta obra, una de las que mejor refleja en Valencia el signo de los nuevos tiempos que exhiben los cambios formales que se producen durante los años 30 en toda la geografía de la Comunidad Valenciana.

## Nuevas instalaciones y reforma
La Asociación reformó sus antiguas instalaciones del paseo de la Pechina, calle Sanchis Bergón, dotándolas de nuevos medios e infraestructuras más acordes con el siglo XXI. 

## Nuevas iniciativas para financiarse
- En 2006 iniciaron la campaña "365 Comidas Solidarias" que sigue vigente con el objetivo de encontrar 365 empresas o particulares que financien, los gastos diarios del comedor social, que ascienden a 1.500 euros. Entre las empresas que participan encontramos a Coca Cola, Bancaja, CAM, AGEVAL, Banco Finantia, Nuevo Centro, El Corte Inglés, distintos colegios profesionales, Fermax, Fundación IVO, CEU San Pablo, Iberdrola, Mapfre, Toyota y multitud de pequeñas empresas valencianas.

- Como fórmula para conseguir recursos con los que financiar las nuevas iniciativas que han puesto en marcha, la asociación subastó los cuadros utilizados en la película Sorolla[10]